# 콕토 트윈스

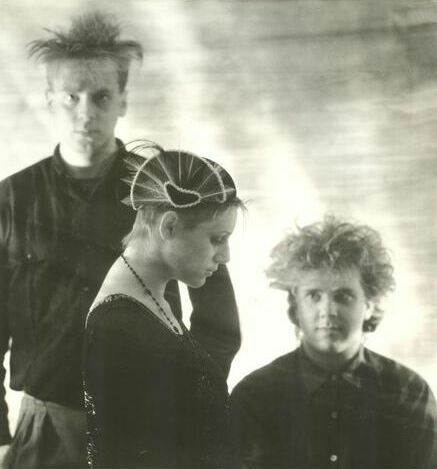
1986년의 밴드의 모습. 왼쪽부터 사이먼 레이먼드, 엘리자베스 프레이저, 로빈 거스리

콕토 트윈스(Cocteau Twins)는 1979년부터 1997년까지 활동한 스코틀랜드의 록 밴드이다. 스코틀랜드 그레인지머스에서 로빈 거스리(기타, 드럼 머신), 윌 헤기(베이스)가 결성하였으며, 1981년 보컬로 엘리자베스 프레이저가 영입되고 1983년에 사이먼 레이먼드가 악기 연주자로 들어왔다. 콕토 트윈스는 여리고 이펙트가 가득한 사운드와 가사를 인식하기 어렵도록 노래를 부르는 프레이저의 소프라노 보컬로 평론가들의 찬사를 받았다. 1980년대 얼터너티브 록에서 유래한 드림 팝을 개척하는데 큰 영향을 끼쳤으며, 슈게이징 음악을 정의하는데 도움을 주었다는 평가를 받는다.
1982년 4AD와의 계약 이후 밴드는 첫 정규 음반 《Garlands》를 발표하였다. 1983년 레이먼드의 합류로 밴드의 최종 라인업이 확정되고 나온 〈Pearly-Dewdrops' Drops〉는 영국 내에서 가장 높은 순위인 싱글 차트 29위에 올랐다. 1988년, 콕토 트윈스는 미국의 캐피틀 레코드와 계약을 맺고 미국의 주요 음반사를 통해 다섯 번째 음반 《Blue Bell Knoll》을 발매했다. 1990년에는 평론가들의 찬사를 받은 《Heaven or Las Vegas》를 발표하였고, 이후 4AD와의 계약을 종료하고 폰타나 레코드로 간 후 정규 음반 두 장을 추가로 발매하였다.
20년 가까이를 활동한 이후 밴드는 프레이저와 거스리 사이의 애정 관계가 무너지면서 1997년 해체하였다. 2005년, 밴드는 코첼라 밸리 뮤직 앤드 아츠 페스티벌의 헤드라이너를 위한 재결합 및 투어를 시작할 것이라 발표하였지만, 프레이저가 "거스리와 함께 일할 수는 없다"며 한 달 후 재결합이 취소됐다. 2021년, 레이먼드는 인터뷰에서 콕토 트윈스가 재결합하는 일이 없을 것이라고 언급했다.

## 멤버
- 엘리자베스 프레이저 – 보컬 (1981~1997)
- 로빈 거스리 – 기타, 베이스, 프로듀싱, 드럼 머신 (1979~1997)
- 윌 헤기 – 베이스 (1979~1983)
- 사이먼 레이먼드 – 베이스, 기타, 피아노 (1983~1997)

## 디스코그래피

### 정규 음반
- Garlands (1982)
- Head over Heels (1983)
- Treasure (1984)
- Victorialand (1986)
- The Moon and the Melodies (with Harold Budd) (1986)
- Blue Bell Knoll (1988)
- Heaven or Las Vegas (1990)
- Four-Calendar Café (1993)
- Milk & Kisses (1996)

### EP
- Lullabies (1982)
- Peppermint Pig (1983)
- Sunburst and Snowblind (1983)
- The Spangle Maker (1984)
- Aikea-Guinea (1985)
- Tiny Dynamine (1985)
- Echoes in a Shallow Bay (1985)
- Love's Easy Tears (1986)
- Snow (1993)
- Twinlights (1995)
- Otherness (1995)

### 싱글
- "Pearly-Dewdrops' Drops" (1984)
- "Carolyn's Fingers" (1988)
- "Iceblink Luck" (1990)
- "Heaven or Las Vegas" (1990)
- "Evangeline" (1993)
- "Bluebeard" (1994)
- "Tishbite" (1996)
- "Violaine" (1996)